# 三浦貞久
三浦 貞久（みうら さだひさ、生年不明 - 1548年10月17日（天文17年9月16日））は、戦国時代の武将。美作国の国人領主。父は三浦貞国。弟に大河原貞尚、貞盛。子に貞勝、貞広。下野守、上野介。法号は正法院殿月江良円。
天文7年（1532年）に父貞国の死により家督を相続。小勢ながら高田城に拠ってたびたび尼子晴久の侵攻を撃退していたが、天文16年（1547年）の備中呰部（植木秀長の所領）での尼子軍との戦いは敗退している（『下河内牧家文書』「牧之家可秘」）。
天文17年（1548年）に貞久が病死すると、その隙を突かれて尼子氏に攻められた三浦氏は一時的に没落を余儀なくされた（『高田城主次第』『作陽誌』）。ただ、当時の文書では大河原氏に養子に入った実弟貞尚が尼子国久から娘を貰い婚姻関係を結んでいる等、既に尼子氏の勢力下に入っていたようである。